# Myllaena kraatzi
Myllaena kraatzi är en skalbaggsart som beskrevs av Sharp 1871. Myllaena kraatzi ingår i släktet Myllaena, och familjen kortvingar. Arten är reproducerande i Sverige.